# Prêmio Emmy Kids de Melhor Filme ou Série Live-Action
O Prêmio Emmy Kids de Melhor Filme ou Série Live-Action (em inglês: International Emmy Award for Best Kids: Live-Action) é uma categoria do Prêmio Emmy Kids Internacional, que reconhece produções televisivas de ficção voltadas para crianças e adolescentes. 
Especificamente, "for Live-Action" indica que o prêmio é destinado a programas que são gravados com atores reais, em oposição a programas animados ou de outras formas de mídia. Este prêmio é concedido pela Academia Internacional das Artes & Ciências Televisivas (IATAS) como parte dos Emmy Kids, celebrando a excelência na produção e no conteúdo de televisão infanto-juvenil ao redor do mundo.

## Múltiplas indicações
| N° de indicações | Programa | País      |
| ---------------- | -------- | --------- |
| 2                | Hardball | Austrália |

## Múltiplas vitórias
| Nº de vitórias | País      |
| -------------- | --------- |
| 3              | Austrália |

## Vencedores e indicados
| Ano  | Vencedor                   | Rede de televisão                                                      | País          |
| ---- | -------------------------- | ---------------------------------------------------------------------- | ------------- |
| 2020 | Hardball                   | ACTF/Northern Pictures                                                 | Austrália     |
| 2020 | Juacas                     | Walt Disney Company/Cine Filmes                                        | Brasil        |
| 2020 | Dropje                     | NTR Television/Submarine                                               | Países Baixos |
| 2020 | Extraordinary You          | MBC                                                                    | Coreia do Sul |
| 2021 | First Day                  | Epic Films/ACTF                                                        | Austrália     |
| 2021 | Gameboys                   | The IdeaFirst Company                                                  | Filipinas     |
| 2021 | Heirs Of The Night         | NDR/NRK/ZDF Enterprises                                                | Alemanha      |
| 2021 | Nivis Amigos de otro mundo | Buena Vista/Metrovision/Non Stop Digital                               | Argentina     |
| 2022 | Kabam!                     | NPO/IJswater Films/KRO-NCRV                                            | Países Baixos |
| 2022 | Anónima                    | Netflix/Woo Films                                                      | México        |
| 2022 | Hardball                   | ACTF/Northern Pictures                                                 | Austrália     |
| 2022 | Lightspeed                 | Oak 3 Films/Mediacorp TV                                               | Singapura     |
| 2023 | Heartbreak High            | Fremantle/Newbe                                                        | Austrália     |
| 2023 | As Aventuras de Gudetama   | OLM, Inc.                                                              | Japão         |
| 2023 | Kol Od Balevav             | TTV Production/Kan Educational/GPG/GMFF/Avi Chai Foundation/Maimonides | Israel        |
| 2023 | Tierra Incógnita           | Disney+/Non Stop                                                       | Argentina     |
| 2024 | En af drengene             | Apple Tree Productions                                                 | Dinamarca     |
| 2024 | Dodger                     | BBC Studios Kids & Family Productions                                  | Reino Unido   |
| 2024 | Escola de Quebrada         | Paramount+/KondZilla                                                   | Brasil        |
| 2024 | Gong! My spectRacular Life | KiKA von ARD und ZDF/Eitelsonnenschein                                 | Alemanha      |